# IC 4514
IC 4514 — галактика типу SBab () у сузір'ї Волопас.
Цей об'єкт міститься в оригінальній редакції індексного каталогу.